# Hygropoda menglun
Hygropoda menglun är en spindelart som beskrevs av Zhang, Zhu och Song 2004. Hygropoda menglun ingår i släktet Hygropoda och familjen vårdnätsspindlar. Inga underarter finns listade i Catalogue of Life.